# Copenhagen Open
Copenhagen Open je zaniklý mužský profesionální turnaj v tenise, který byl hrán v letech 1973–2003 nejdříve venku na dvorcích s tvrdým povrchem a od roku 1991 na koberci v hale.. Konal se v dánském hlavním městě Kodani jako součást okruhů World Championship Tennis (WCT) a od sezóny 1991 ATP Tour.
Na prvních dvou ročnících v 70. letech startovali přední světoví tenisté jakými byli Ken Rosewall, Fred Stolle, Arthur Ashe a Tom Okker. V letech 1974–1975 a 1977–1990 se nehrálo. Jediným vítězem ve dvouhře, který triumfoval více než jednou je Švéd Magnus Gustafsson, jenž získal tituly v letech 1998 a 1999). jediným dánským šampiónem se stal Lars Elvstrom.

## Přehled finále

### Dvouhra
| Rok  | vítěz               | finalista              | výsledek                 |
| ---- | ------------------- | ---------------------- | ------------------------ |
| 1973 | Roger Taylor        | Marty Riessen          | 6–2, 6–3, 7–6            |
| 1974 | turnaj se nekonal   | turnaj se nekonal      | turnaj se nekonal        |
| 1975 | turnaj se nekonal   | turnaj se nekonal      | turnaj se nekonal        |
| 1976 | Lars Elvstrom       | Jean-François Caujolle | 6–4, 6–4                 |
| 1977 | turnaj se nekonal   | turnaj se nekonal      | turnaj se nekonal        |
| 1990 | turnaj se nekonal   | turnaj se nekonal      | turnaj se nekonal        |
| 1991 | Jonas Svensson      | Anders Järryd          | 6–7(5–7), 6–2, 6–2       |
| 1992 | Magnus Larsson      | Anders Järryd          | 6–4, 7–6(7–5)            |
| 1993 | Andrej Olchovskij   | Nicklas Kulti          | 7–5, 3–6, 6–2            |
| 1994 | Jevgenij Kafelnikov | Daniel Vacek           | 6–3, 7–5                 |
| 1995 | Martin Sinner       | Andrej Olchovskij      | 6–7(3–7), 7–6(10–8), 6–3 |
| 1996 | Cédric Pioline      | Kenneth Carlsen        | 6–2, 7–6(9–7)            |
| 1997 | Thomas Johansson    | Martin Damm            | 6–4, 3–6, 6–2            |
| 1998 | Magnus Gustafsson   | David Prinosil         | 3–6, 6–1, 6–1            |
| 1999 | Magnus Gustafsson   | Fabrice Santoro        | 6–4, 6–1                 |
| 2000 | Andreas Vinciguerra | Magnus Larsson         | 6–3, 7–6(7–5)            |
| 2001 | Tim Henman          | Andreas Vinciguerra    | 6–3, 6–4                 |
| 2002 | Lars Burgsmüller    | Olivier Rochus         | 6–3, 6–3                 |
| 2003 | Karol Kučera        | Olivier Rochus         | 7–6(7–4), 6–4            |

### Čtyřhra
| Rok  | vítězové                       | finalisté                           | výsledek            |
| ---- | ------------------------------ | ----------------------------------- | ------------------- |
| 1973 | Tom Gorman Erik van Dillen     | Mark Cox Graham Stilwell            | 6–4, 6–4            |
| 1974 | čtyřhra se nekonala            | čtyřhra se nekonala                 | čtyřhra se nekonala |
| 1990 | čtyřhra se nekonala            | čtyřhra se nekonala                 | čtyřhra se nekonala |
| 1991 | Todd Woodbridge Mark Woodforde | Mansour Bahrami Andrej Olchovskij   | 6–3, 6–1            |
| 1992 | Nicklas Kulti Magnus Larsson   | Hendrik Jan Davids Libor Pimek      | 6–3, 6–4            |
| 1993 | David Adams Andrej Olchovskij  | Martin Damm Daniel Vacek            | 6–3, 3–6, 6–3       |
| 1994 | Martin Damm Brett Steven       | David Prinosil Udo Riglewski        | 6–3, 6–4            |
| 1995 | Mark Keil Peter Nyborg         | Guillaume Raoux Greg Rusedski       | 6–7, 6–4, 7–6       |
| 1996 | Libor Pimek Byron Talbot       | Wayne Arthurs Andrew Kratzmann      | 7–6, 3–6, 6–3       |
| 1997 | Andrej Olchovskij Brett Steven | Kenneth Carlsen Frederik Fetterlein | 6–4, 6–2            |
| 1998 | Tom Kempers Menno Oosting      | Brett Steven Jan Siemerink          | 6–4, 7–6            |
| 1999 | Max Mirnyj Andrej Olchovskij   | Marc-Kevin Goellner David Prinosil  | 6–7, 7–6, 6–1       |
| 2000 | Martin Damm David Prinosil     | Jonas Björkman Sébastien Lareau     | 6–1, 5–7, 7–5       |
| 2001 | Wayne Black Kevin Ullyett      | Jiří Novák David Rikl               | 6–3, 6–3            |
| 2002 | Michael Kohlmann Julian Knowle | Jiří Novák Radek Štěpánek           | 7–6, 7–5            |
| 2003 | Tomáš Cibulec Pavel Vízner     | Michael Kohlmann Julian Knowle      | 7–5, 5–7, 6–2       |